# گرت یونکه

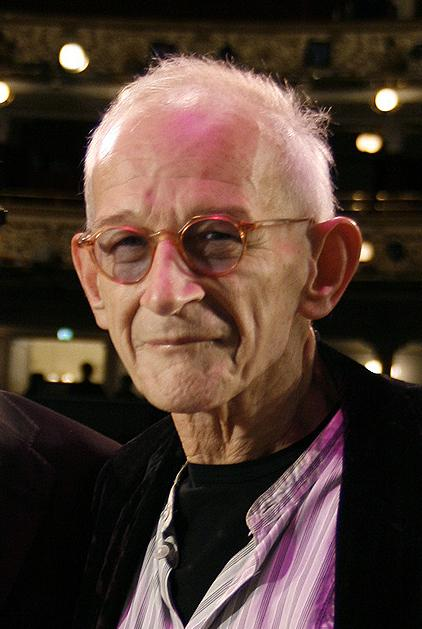

گرت یونکه (انگلیسی: Gert Jonke) نمایش‌نامه‌نویس و نویسنده اهل اتریش بود

## زندگی‌نامه
یونکه در ۸ فوریه ۱۹۴۶ در کلاگن‌فورت اتریش زاده شد. در سن ۲۰ سالگی برای تحصیل در رشته‌های زبان آلمانی، تاریخ، فلسفه و علم موسیقی به وین رفت و علاوه بر آن به آکادمی فیلم و تلویزیون این شهر نیز راه یافت.
نخستین کتاب یونکه، «رمان هندسی بومی» نام داشت که در سال ۱۹۶۹ انتشار یافت و او را در سطح بین‌المللی مطرح ساخت.
یونکه از سال ۱۹۷۰ زندگی در خارج از اتریش را آغاز کرد و به مدت ۸ سال در آلمان، لندن و خاورمیانه به سر برد.
گرت یونکه یکی از نویسندگان برجستهٔ معاصر اتریش بود که تا لحظات آخر عمرش آرام ننشست. «او با زبان آنگونه بازی کرد که یک بچه با حباب‌های صابونی». از یونکه چندین رمان، نمایشنامه، فیلمنامه و دفتر شعر به جای مانده است.
نویسنده پرتلاش در تابستان سال ۲۰۰۸ متوجه بیماری علاج ناپذیر خود شد. غده‌های سرطانی به حدی رشد کرده بودند که دیگر شانسی برای زنده‌ماندن وجود نداشت. با وجود این، یونکه به فعالیت خود ادامه می‌داد. او حتی در هفته‌های آخر به موقع سر قرارهای خود حاضر می‌شد.
در ماه اکتبر، هنگامی که او برای دریافت جایزهٔ نستروی به روی سن رفت، آنقدر ضعیف شده بود که ایستادن برایش عذاب بود. با وجود این وجودش سراسر شادی بود، زیرا به گفتهٔ ویراستارش «به جایزهٔ نستروی خیلی اهمیت می‌داد».
یوآخیم لوکس در مراسم اهدا جایزه، در نظق تقدیر خود خطاب به یونکه گفت: «این جایزه حق توست زیرا تو به رویای پرواز ادامه می‌دهی. تو به ما درکی از آزادی را منتقل می‌کنی که شاید هرگز وجود نداشته است، درکی که ما بدون آن نمی‌خواهیم زندگی کنیم».
گرت یونکه از تابستان ۲۰۰۸ از بیماری سرطان رنج می‌برد؛ و سرانجام در روز یکشنبه، چهارم ژانویه ۲۰۰۹ در سن ۶۲ سالگی در یک کلینیک شهر وین درگذشت.

## جوایز
گرت یونکه که به گفتهٔ برخی از کارشناسان ادبی، موسیقی کلامش کم‌نظیر است، دو بار دیگر نیز جایزه نستروی را از آن خود کرده بود.
او نخستین کسی بود که جایزه ادبی اینگه بورگ باخمن را دریافت کرد (۱۹۷۷). پس از آن ۱۸ بار دیگر موفق به دریافت جوایز ادبی پر ارزشی شد؛ از جمله جایزه کلایست، جایزه فرانتس کافکا، جایزه آرتور اشنیتسلر و جایزه اریش فرید.

## کتابشناسی
گرت یونکه کتاب‌های زیادی نوشت؛ رمان، داستان کوتاه، مجموعه شعر، فیلمنامه و نمایشنامه. در سال‌های اخیر بیشتر به نمایشنامه‌نویسی می‌پرداخت و آخرین کاری که از او منتشر شد، مجموعه نمایشنامه‌هایش بود. او در تقریباً همهٔ آثارش با زبان «بازی» می‌کرد و جسورانه تجربه‌های جدیدی را می‌آزمود.
الفریده یلینک، برندهٔ جایزه نوبل ادبیات در مورد یونکه می‌گوید:
«او یکی از بزرگترین هنرمندان زبان بود و با زبان آنگونه بازی می‌کرد که یک بچه با حباب‌های صابونی. اما به جای هوا، در هر حباب او یک اندیشه وجود داشت، اندیشه‌ای دقیق و زیرکانه؛ و او بچه هم نبود، گرچه او همیشه در رابطه با زبان شادی‌ای کودکانه لمس می‌کرد».